# Leichtathletik-Weltmeisterschaften 2013/400 m Hürden der Frauen

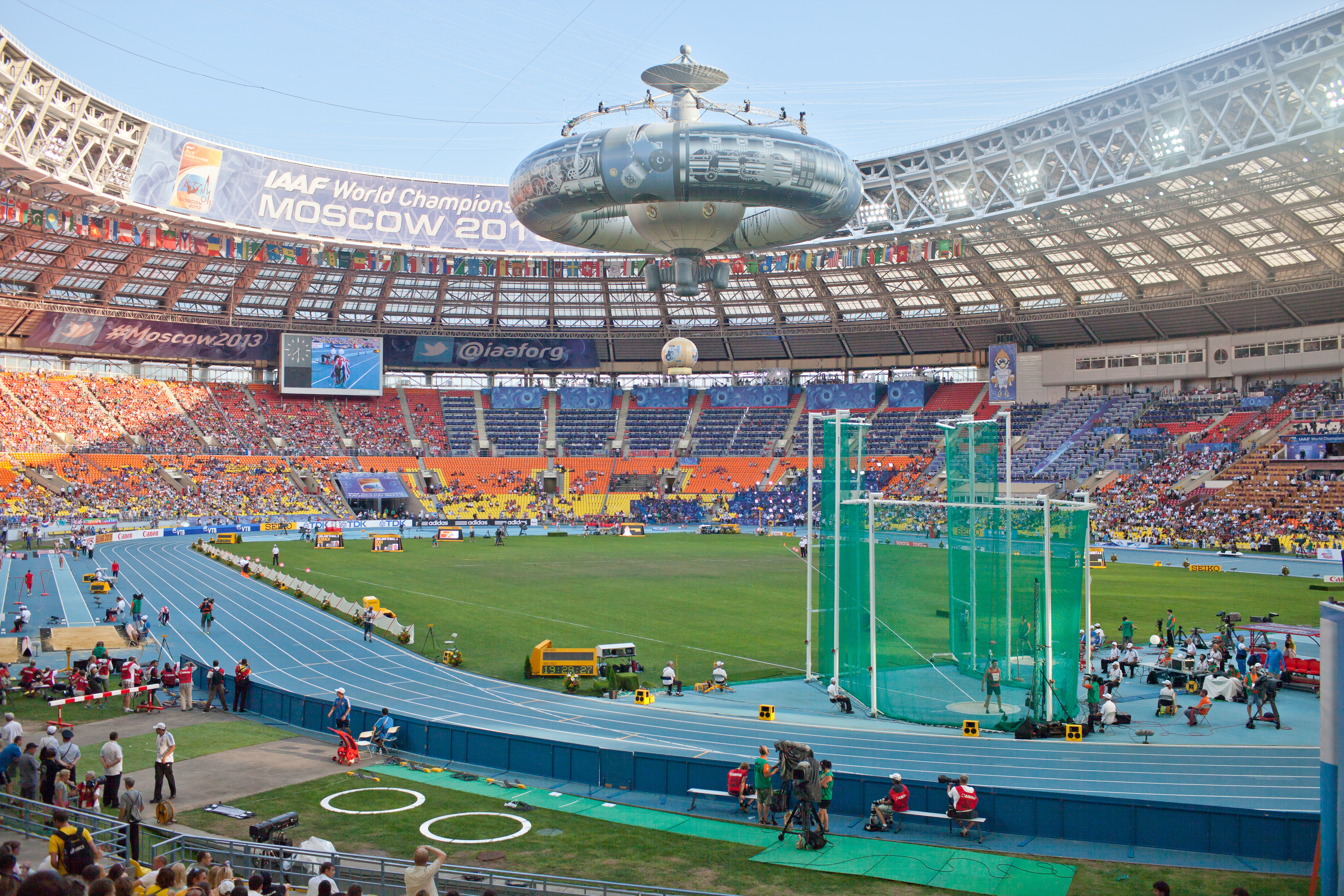
Das Olympiastadion Luschniki während der Weltmeisterschaften

Der 400-Meter-Hürdenlauf der Frauen bei den Leichtathletik-Weltmeisterschaften 2013 wurde vom 12. bis 15. August 2013 im Olympiastadion Luschniki der russischen Hauptstadt Moskau ausgetragen.
In diesem Wettbewerb errangen die US-amerikanischen Hürdenläuferinnen mit Silber und Bronze zwei Medaillen. Weltmeisterin wurde die tschechische Olympiadritte von 2012 Zuzana Hejnová, die bei den Europameisterschaften 2012 außerdem Bronze mit der tschechischen 4-mal-400-Meter-Staffel gewonnen hatte. Rang zwei belegte Dalilah Muhammad. Bronze ging an die Titelverteidigerin, zweifache Vizeweltmeisterin (2005/2009) und Olympiazweite von 2012 Lashinda Demus, die bei den Weltmeisterschaften 2009 darüber hinaus Gold mit der 4-mal-400-Meter-Staffel ihres Landes gewonnen hatte.

## Bestehende Rekorde
| Weltrekord | 52,34 s | Julija Petschonkina | Tula, Russland                 | 8. August 2003  |
| WM-Rekord  | 52,42 s | Melaine Walker      | WM 2009 in Berlin, Deutschland | 21. August 2009 |

Der bestehende WM-Rekord wurde bei diesen Weltmeisterschaften nicht eingestellt und nicht verbessert.
Es wurden eine Weltjahresbestleistung und ein Landesrekord erzielt:
- Weltjahresbestleistung: 52,83 s – Zuzana Hejnová (Tschechien), Finale am 15. August
- Landesrekord: 57,97 s – Amalja Scharojan (Armenien), zweiter Vorlauf am 12. August

## Doping
Die im Zeitraum vom 26. Juni 2012 bis 26. Juni 2014 erzielten Resultate der ursprünglich viertplatzierten Ukrainerin Hanna Titimez wurden aufgrund von Dopingvergehen im Jahr 2017 offiziell gestrichen. Außerdem wurde sie vom 3. April 2017 bis zum 2. April 2019 gesperrt.
Benachteiligt wurden zwei Athletinnen, denen der Einzug in die jeweils nachfolgende Runde verwehrt blieb. Auf der Grundlage der erzielten Resultate waren dies:
- Denisa Rosolová, Tschechien – Sie hätte aufgrund ihres dritten Rangs im zweiten Halbfinalrennen am Finale teilnehmen können.
- Satomi Kubokura, Japan – Sie hatte sich aufgrund ihrer im ersten Vorlauf erzielten 56,33 s über die Zeitregel für das Halbfinale qualifiziert.

## Vorrunde
Die Vorrunde wurde in vier Läufen durchgeführt. Die ersten drei Athletinnen pro Lauf – hellblau unterlegt – sowie die darüber hinaus vier zeitschnellsten Läuferinnen – hellgrün unterlegt – qualifizierten sich für das Viertelfinale.

### Vorlauf 1
12. August 2013, 11:50 Uhr
| Platz | Name             | Nation         | Zeit (s)                                         |
| ----- | ---------------- | -------------- | ------------------------------------------------ |
| 1     | Denisa Rosolová  | Tschechien     | 55,44                                            |
| 2     | Meghan Beesley   | Großbritannien | 55,45                                            |
| 3     | Wanja Stambolowa | Bulgarien      | 55,91                                            |
| 4     | Satomi Kubokura  | Japan          | 56,33 eigentlich für das Halbfinale qualifiziert |
| 5     | Axelle Dauwens   | Belgien        | 56,85                                            |
| 6     | Hayat Lambarki   | Marokko        | 58,00                                            |
| 7     | Georganne Moline | USA            | 59,05                                            |
| DSQ   | Kaliese Spencer  | Jamaika        | IAAF Rule 168.7a – Nichtüberquerung der Hürde    |

Im ersten Vorlauf ausgeschiedene Hürdenläuferinnen:

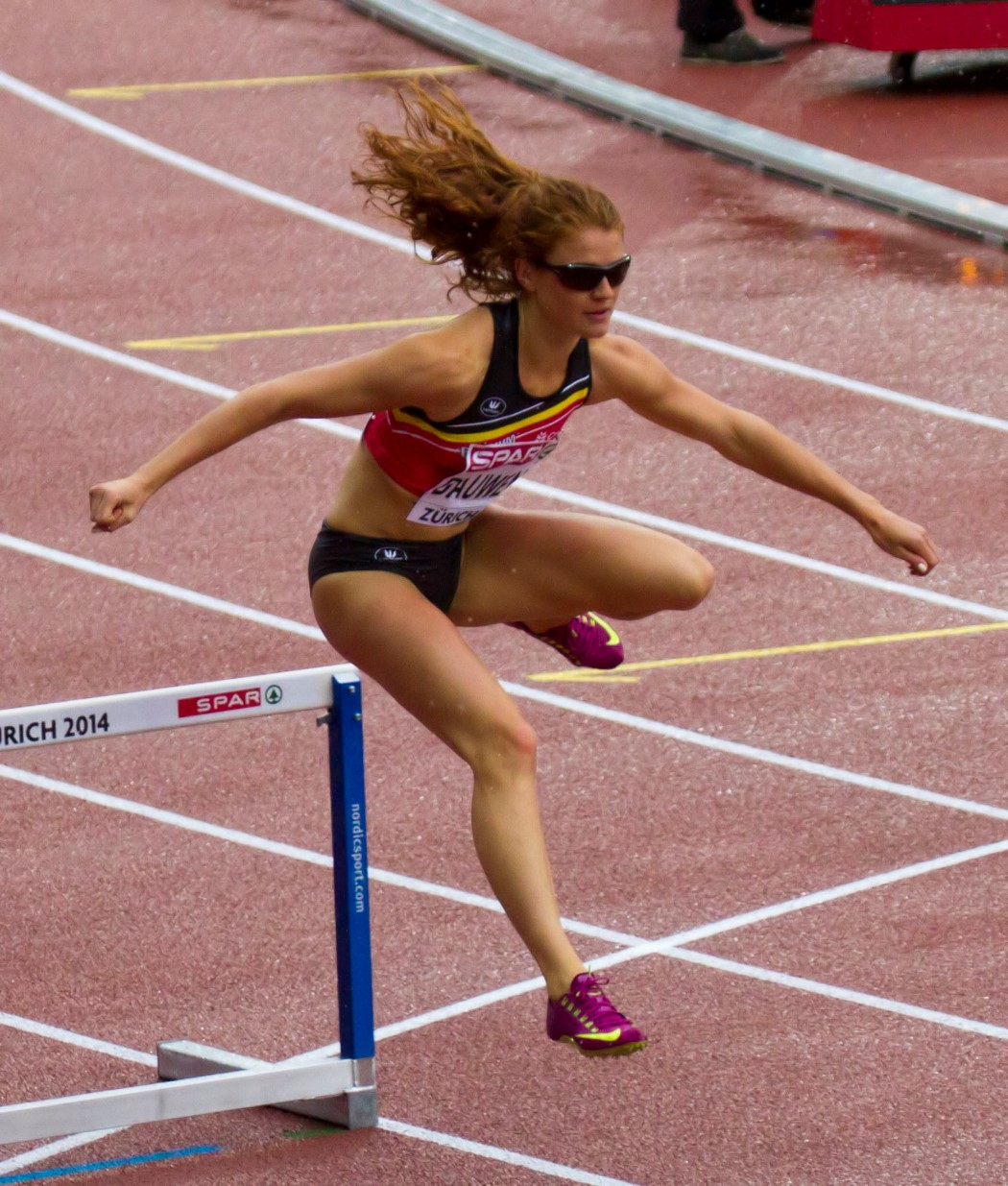
Axelle Dauwens Rang fünf in 56,85 s
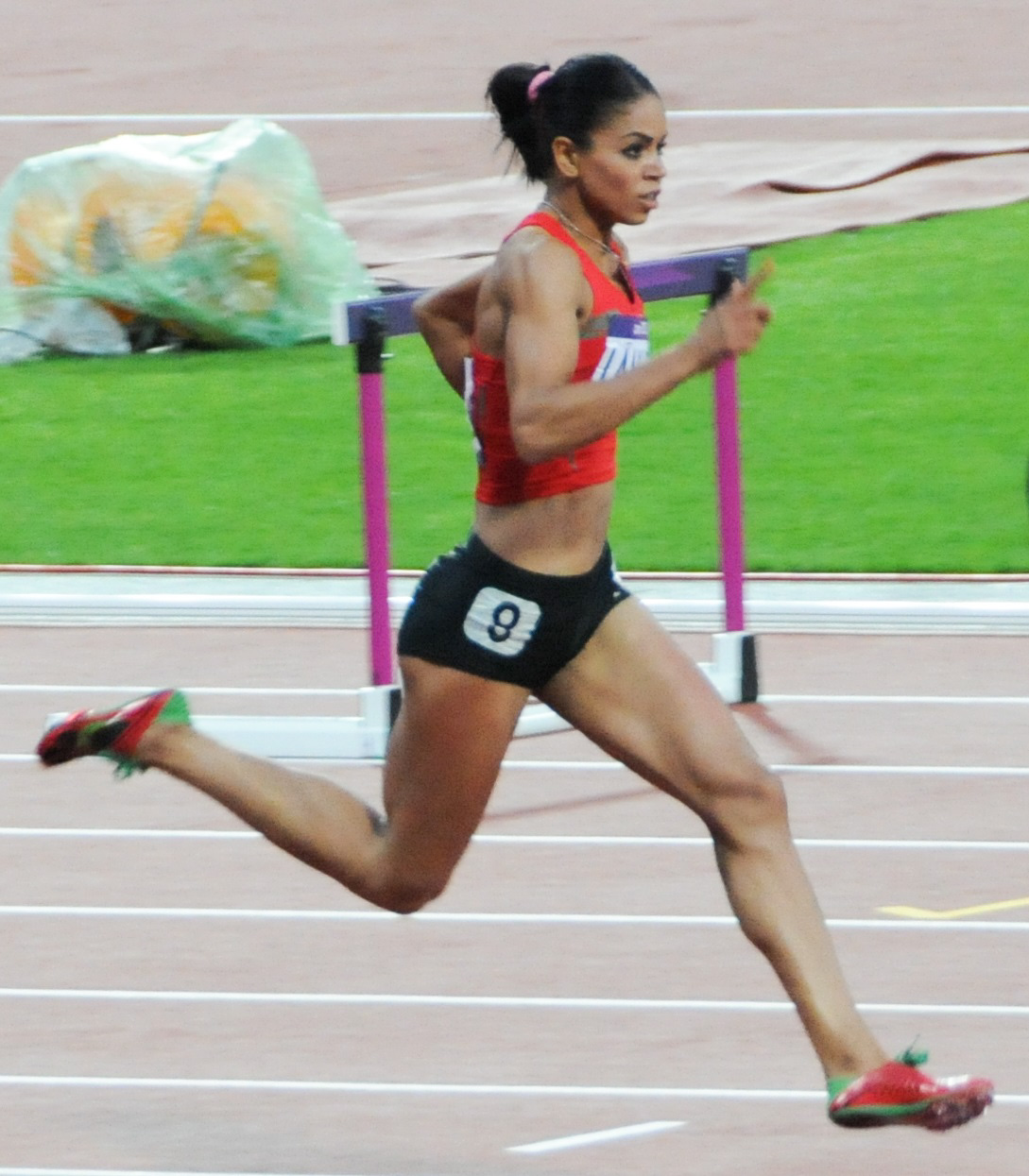
Hayat Lambarki Rang sechs in 58,00 s
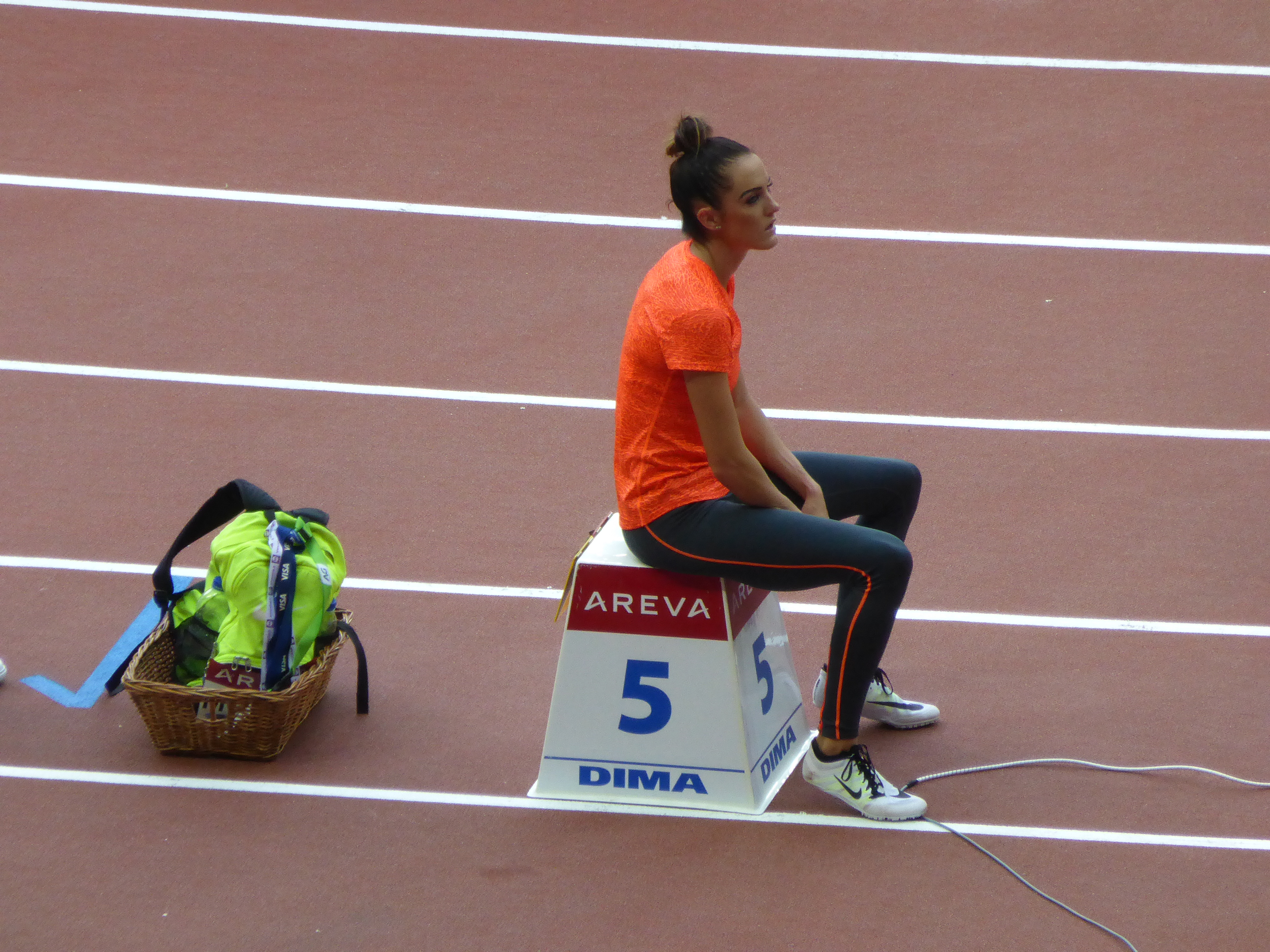
Georganne Moline Rang sieben in 59,05 s
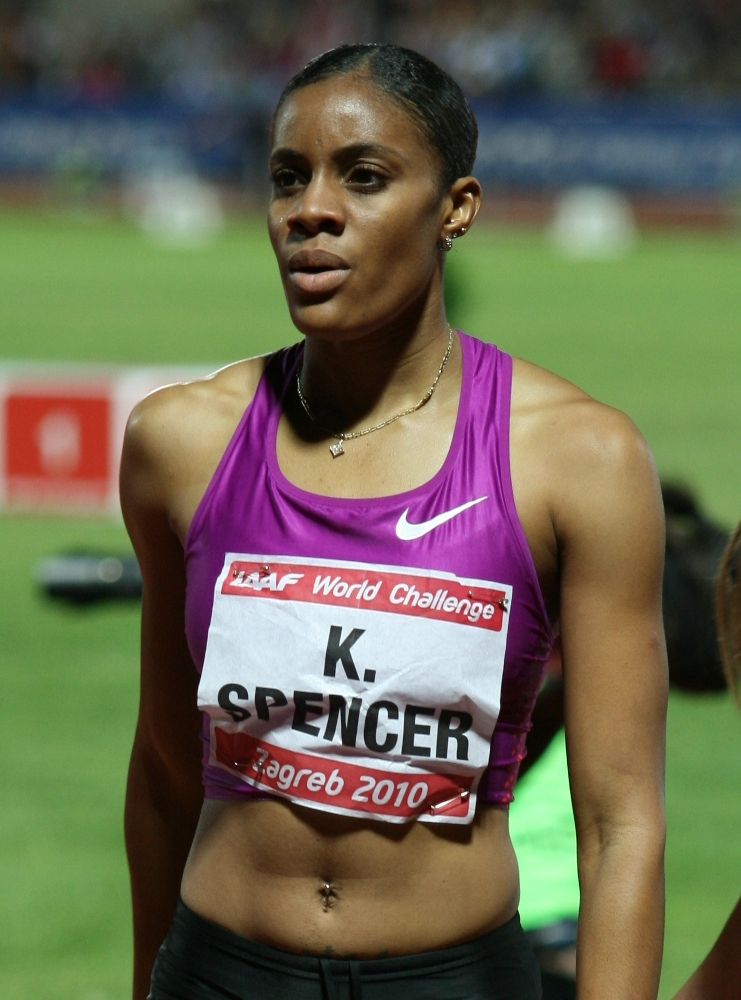
Kaliese Spencer – disqualifiziert wegen der Nichtüberquerung einer Hürde

### Vorlauf 2

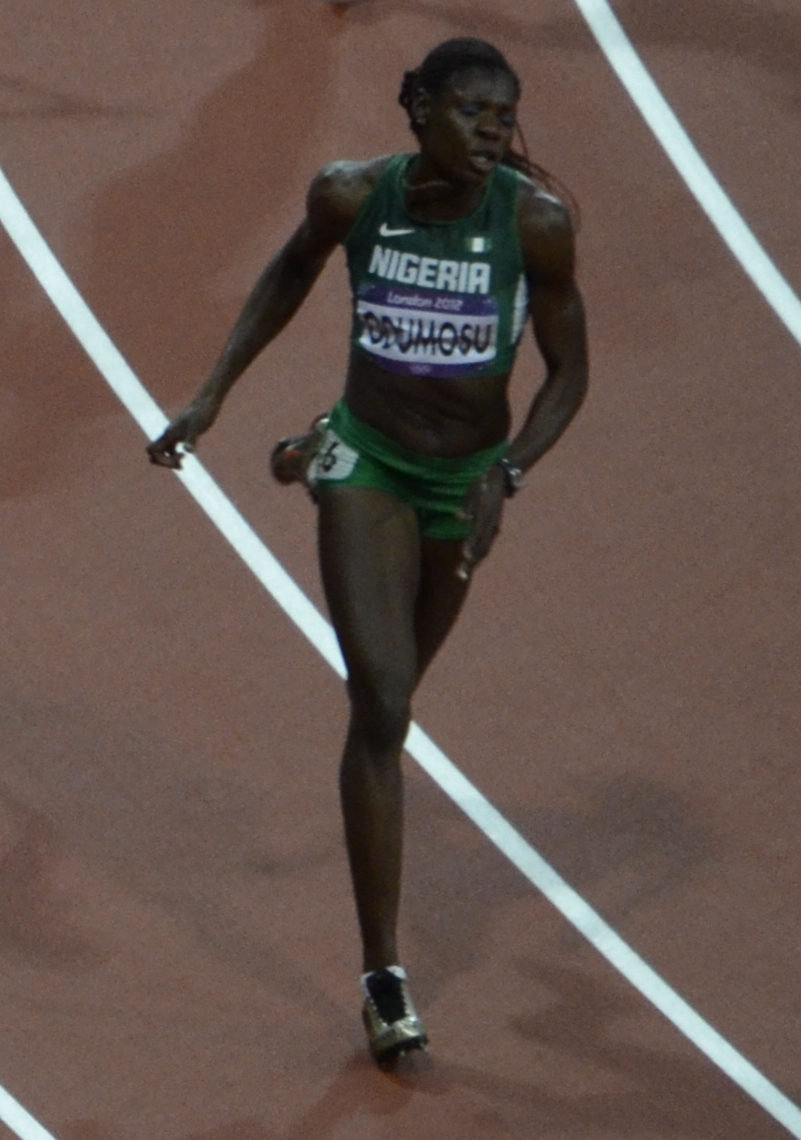
Muizat Ajoke Odumosu wurde wegen eines Fehlstarts disqualifiziert

12. August 2013, 11:58 Uhr
| Platz | Name                 | Nation     | Zeit (s)                            |
| ----- | -------------------- | ---------- | ----------------------------------- |
| 1     | Zuzana Hejnová       | Tschechien | 55,25                               |
| 2     | Nickiesha Wilson     | Jamaika    | 55,75                               |
| 3     | Christine Spence     | USA        | 55,96                               |
| 4     | Anastasia Ott        | Russland   | 56,39                               |
| 5     | Anneri Ebersohn      | Südafrika  | 57,90                               |
| 6     | Amalja Scharojan     | Armenien   | 57,97 NR                            |
| DSQ   | Muizat Ajoke Odumosu | Nigeria    | IAAF Rule 162.7 – Fehlstart         |
| DOP   | Hanna Titimez        | Ukraine    | 55,50 für das Halbfinale zugelassen |

### Vorlauf 3

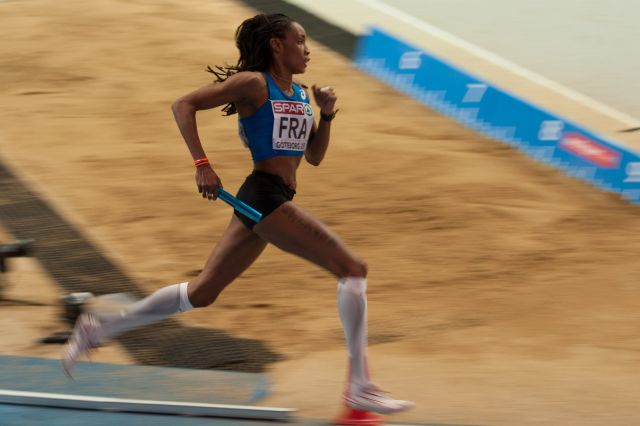
Phara Anacharsis – ausgeschieden als Sechste in 56,73 s
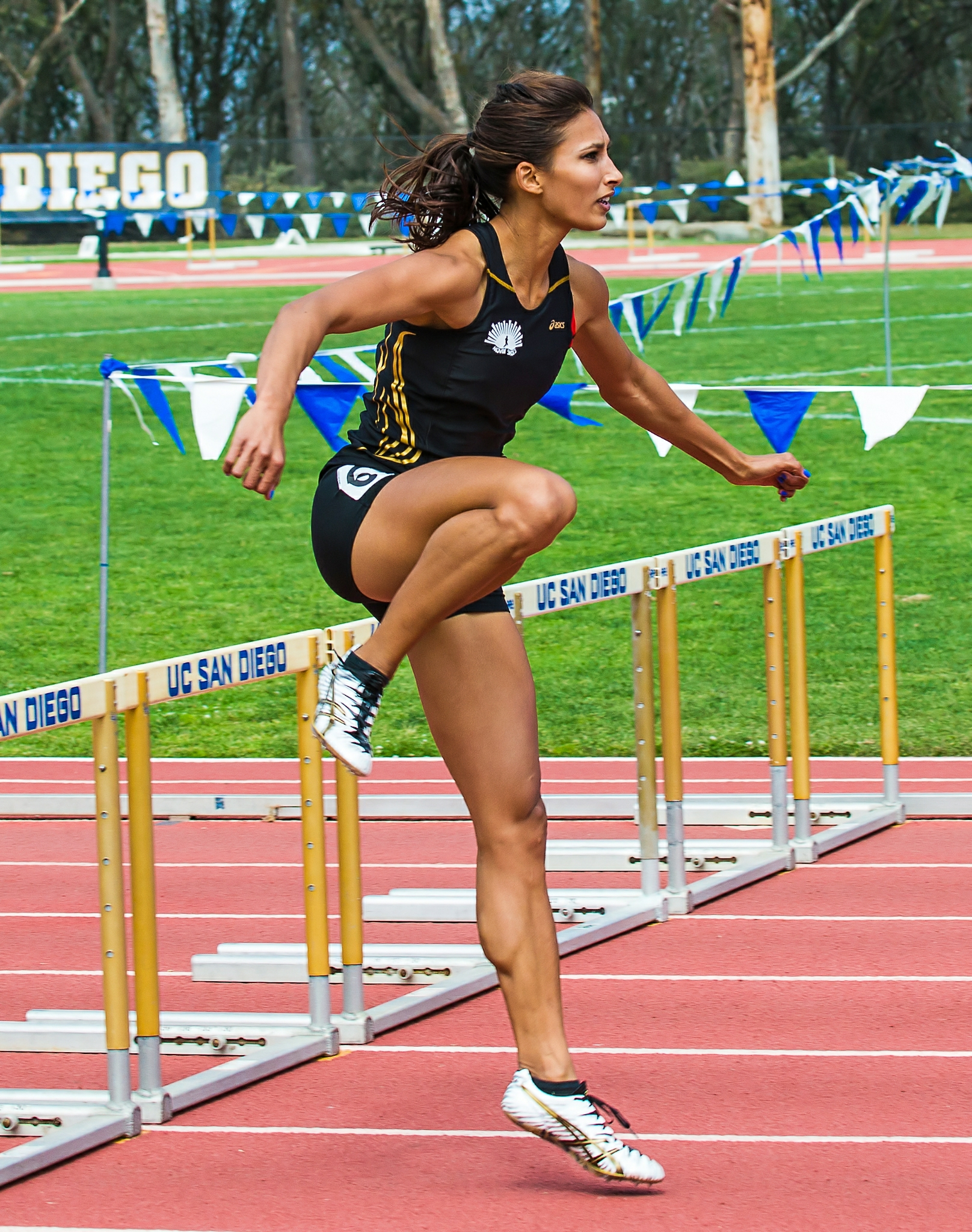
Christine Merrill – disqualifiziert, weil sie eine Hürde nicht überquert hatte

12. August 2013, 12:14 Uhr
| Platz | Name                 | Nation              | Zeit (s)                                      |
| ----- | -------------------- | ------------------- | --------------------------------------------- |
| 1     | Perri Shakes-Drayton | Großbritannien      | 54,42                                         |
| 2     | Lashinda Demus       | USA                 | 54,92                                         |
| 3     | Natalja Antjuch      | Russland            | 55,29                                         |
| 4     | Lauren Boden         | Australien          | 55,37                                         |
| 5     | Ristananna Tracey    | Jamaika             | 55,94                                         |
| 6     | Phara Anacharsis     | Frankreich          | 56,73                                         |
| 7     | Sparkle McKnight     | Trinidad und Tobago | 58,85                                         |
| DSQ   | Christine Merrill    | Sri Lanka           | IAAF Rule 168.7a – Nichtüberquerung der Hürde |

### Vorlauf 4
12. August 2013, 12:14 Uhr
| Platz | Name                | Nation         | Zeit (s) |
| ----- | ------------------- | -------------- | -------- |
| 1     | Dalilah Muhammad    | USA            | 54,90    |
| 2     | Eilidh Child        | Großbritannien | 55,17    |
| 3     | Irina Dawydowa      | Russland       | 55,45    |
| 4     | Hanna Jaroschtschuk | Ukraine        | 55,73    |
| 5     | Jennifer Rockwell   | Italien        | 56,53    |
| 6     | Danielle Dowie      | Jamaika        | 57,03    |
| 7     | Ugonna Ndu          | Nigeria        | 57,27    |
| 8     | Noelle Montcalm     | Kanada         | 57,50    |

## Halbfinale
Aus den beiden Halbfinalläufen qualifizierten sich die jeweils ersten drei Athletinnen – hellblau unterlegt – sowie die darüber hinaus zwei zeitschnellsten Läuferinnen – hellgrün unterlegt – für das Finale.

### Halbfinallauf 1

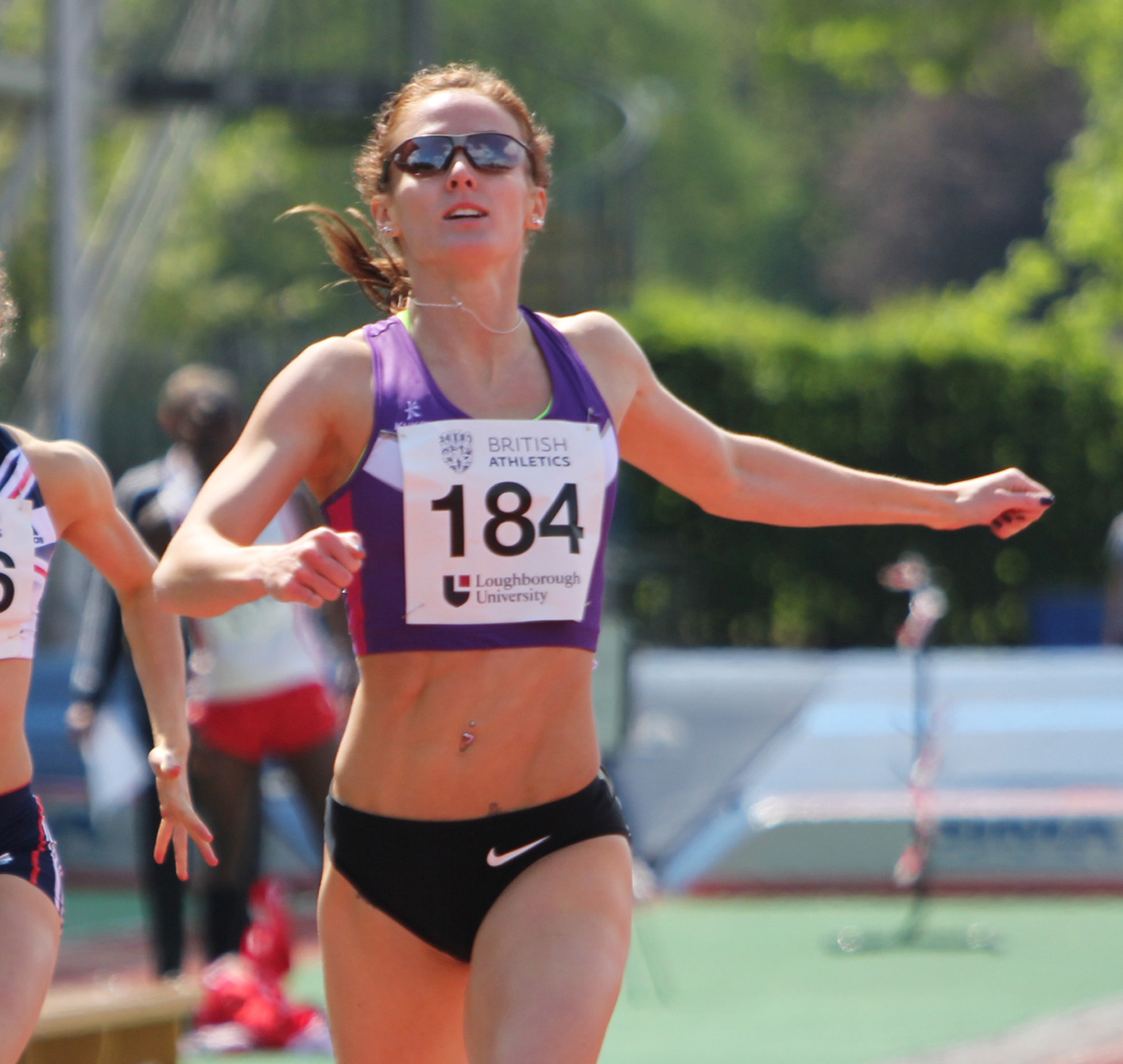
Meghan Beesley – ausgeschieden als Sechste in 54,97 s
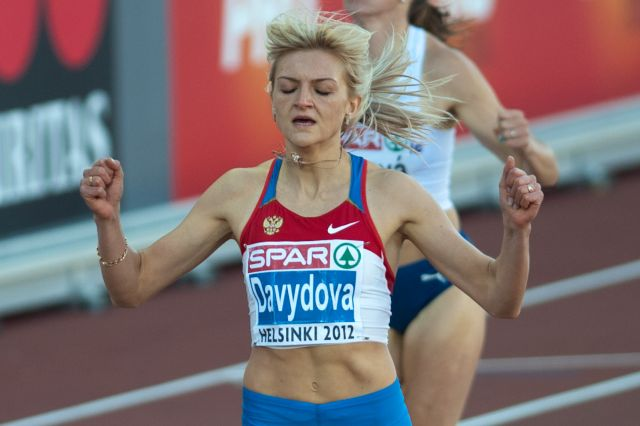
Irina Dawydowa – ausgeschieden als Siebte in 55,05 s

13. August 2013, 19:05 Uhr
| Platz | Name                | Nation         | Zeit (s) |
| ----- | ------------------- | -------------- | -------- |
| 1     | Zuzana Hejnová      | Tschechien     | 53,52    |
| 2     | Dalilah Muhammad    | USA            | 54,08    |
| 3     | Eilidh Child        | Großbritannien | 54,32    |
| 4     | Hanna Jaroschtschuk | Ukraine        | 54,92    |
| 5     | Nickiesha Wilson    | Jamaika        | 54,94    |
| 6     | Meghan Beesley      | Großbritannien | 54,97    |
| 7     | Irina Dawydowa      | Russland       | 55,05    |
| 8     | Christine Spence    | USA            | 58,35    |

### Halbfinallauf 2
13. August 2013, 19:13 Uhr
| Platz | Name                 | Nation         | Zeit (s)                                     |
| ----- | -------------------- | -------------- | -------------------------------------------- |
| 1     | Perri Shakes-Drayton | Großbritannien | 53,92                                        |
| 2     | Lashinda Demus       | USA            | 54,22                                        |
| 3     | Denisa Rosolová      | Tschechien     | 55,14 eigentlich für das Finale qualifiziert |
| 4     | Ristananna Tracey    | Jamaika        | 55,43                                        |
| 5     | Natalja Antjuch      | Russland       | 55,55                                        |
| 6     | Lauren Boden         | Australien     | 55,75                                        |
| 7     | Wanja Stambolowa     | Bulgarien      | 56,58                                        |
| DOP   | Hanna Titimez        | Ukraine        | 54,63 für das Finale zugelassen              |

Im zweiten Halbfinale ausgeschiedene Hürdenläuferinnen:

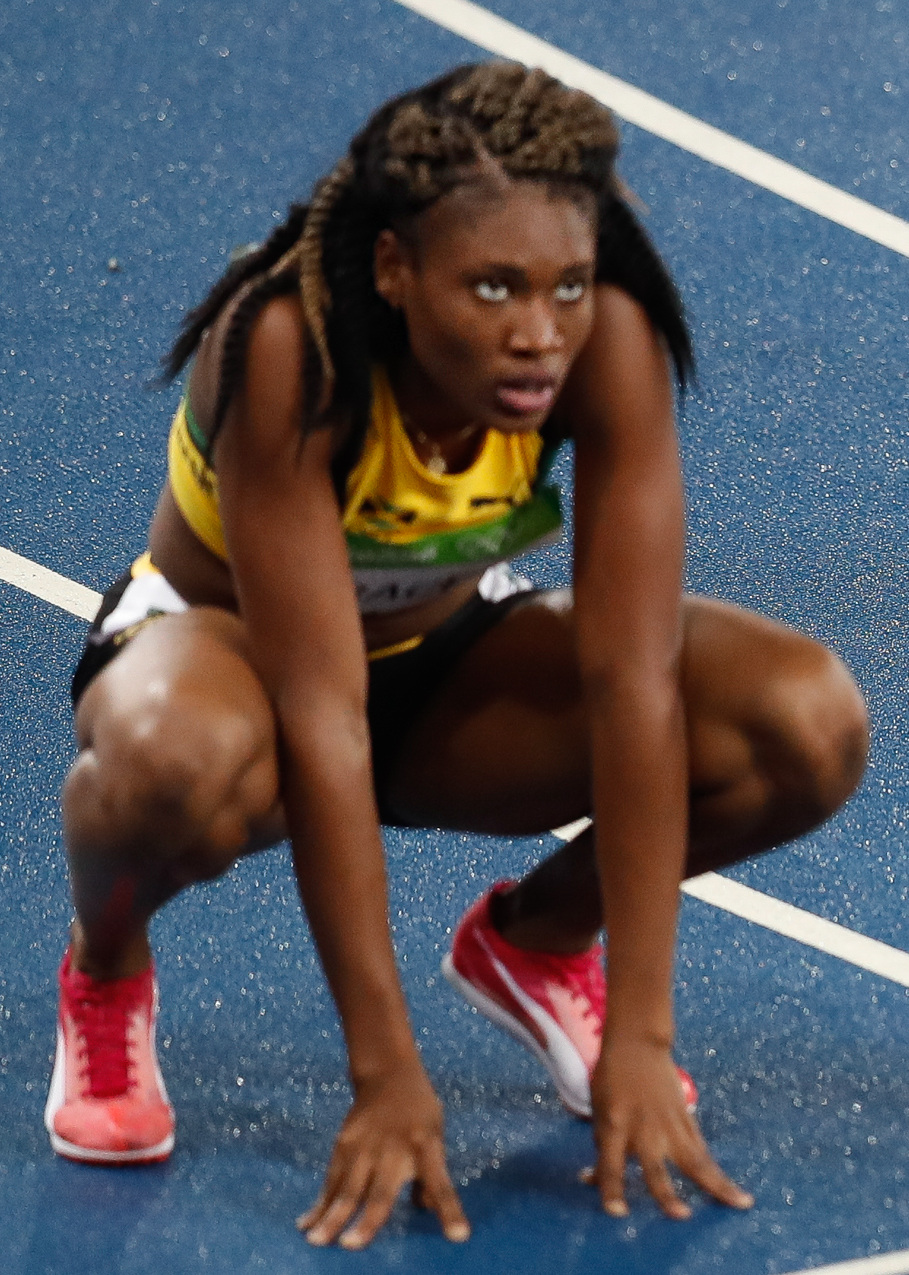
Ristananna Tracey Rang vier in 55,43 s
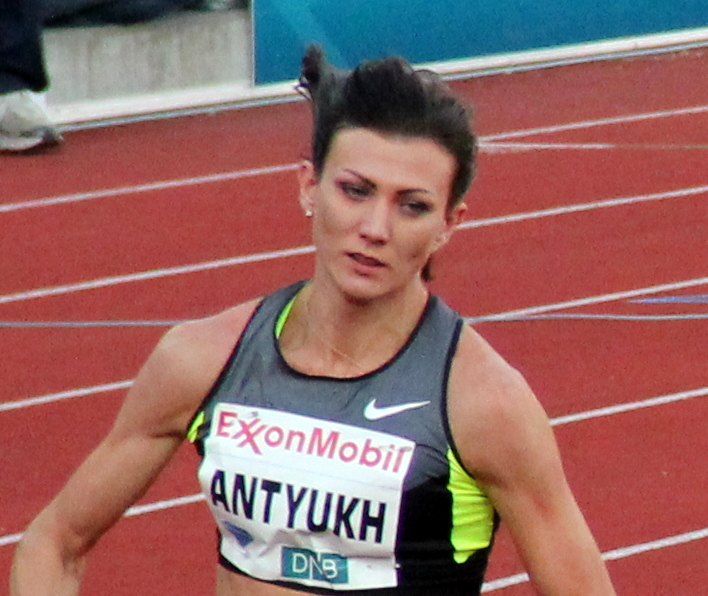
Natalja Antjuch, aktuelle Olympiasiegerin – Rang fünf in 55,55 s
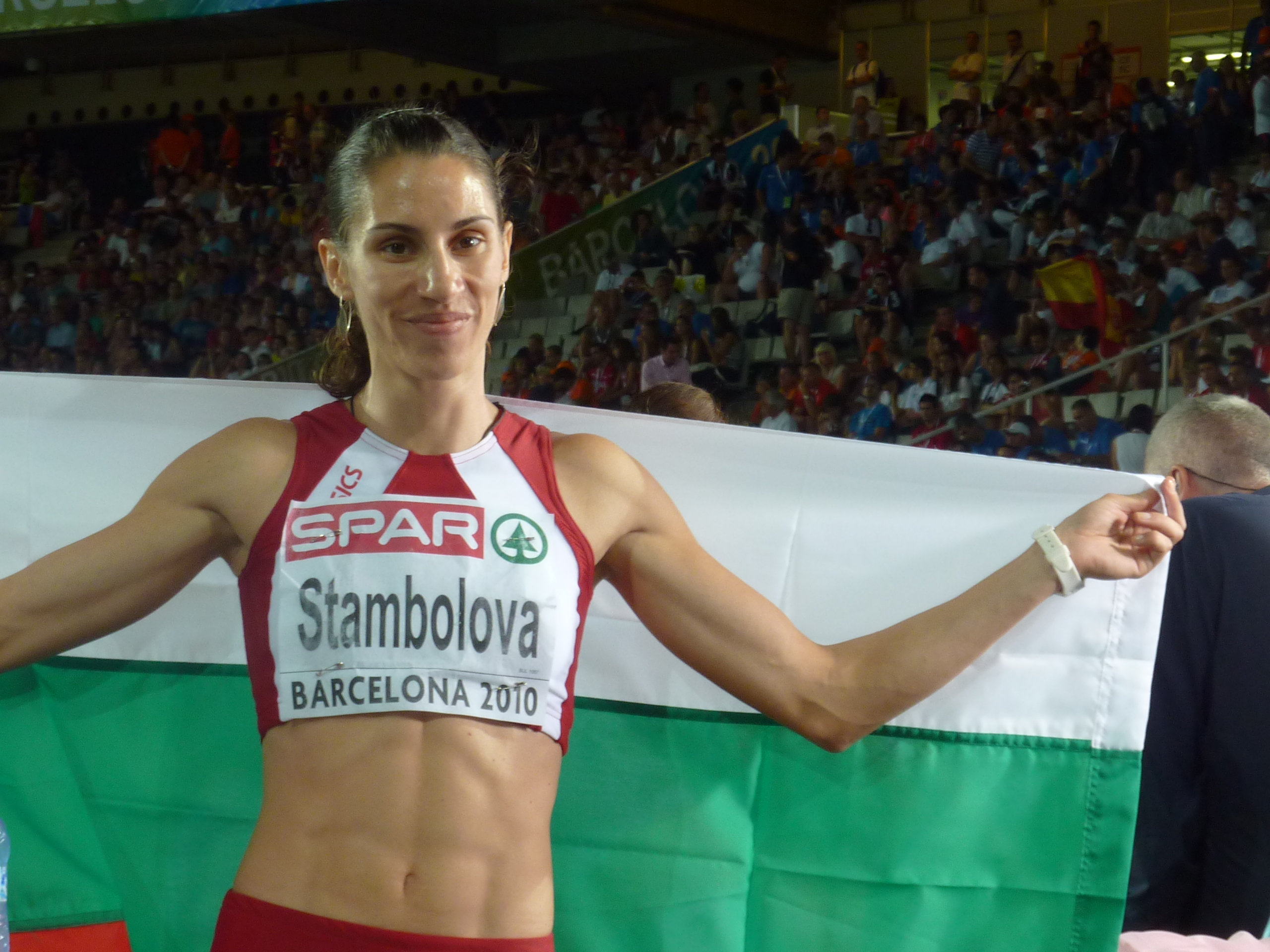
Wanja Stambolowa, Europameisterin von 2006 – Rang sieben in 56,58 s

## Finale

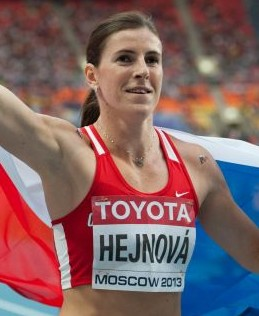
Nach Bronze bei den Olympischen Spielen 2012 gab es hier Gold für Zuzana Hejnová

15. August 2013, 20:45 Uhr
| Platz | Name                 | Nation         | Zeit (s) |
| ----- | -------------------- | -------------- | -------- |
| 1     | Zuzana Hejnová       | Tschechien     | 52,83 WL |
| 2     | Dalilah Muhammad     | USA            | 54,09    |
| 3     | Lashinda Demus       | USA            | 54,27    |
| 4     | Eilidh Child         | Großbritannien | 54,86    |
| 5     | Hanna Jaroschtschuk  | Ukraine        | 55,01    |
| 6     | Perri Shakes-Drayton | Großbritannien | 56,25    |
| 7     | Nickiesha Wilson     | Jamaika        | 57,34    |
| DOP   | Hanna Titimez        | Ukraine        | 54,72    |

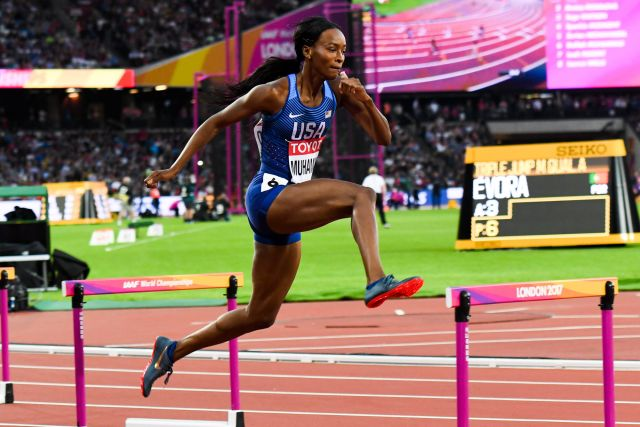
Vizeweltmeisterin Dalilah Muhammad
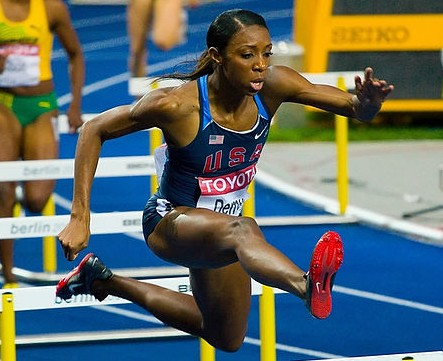
Die zweifache Vizeweltmeisterin (2005/2009) und Olympiazweite von 2012 Lashinda Demus gewann Bronze
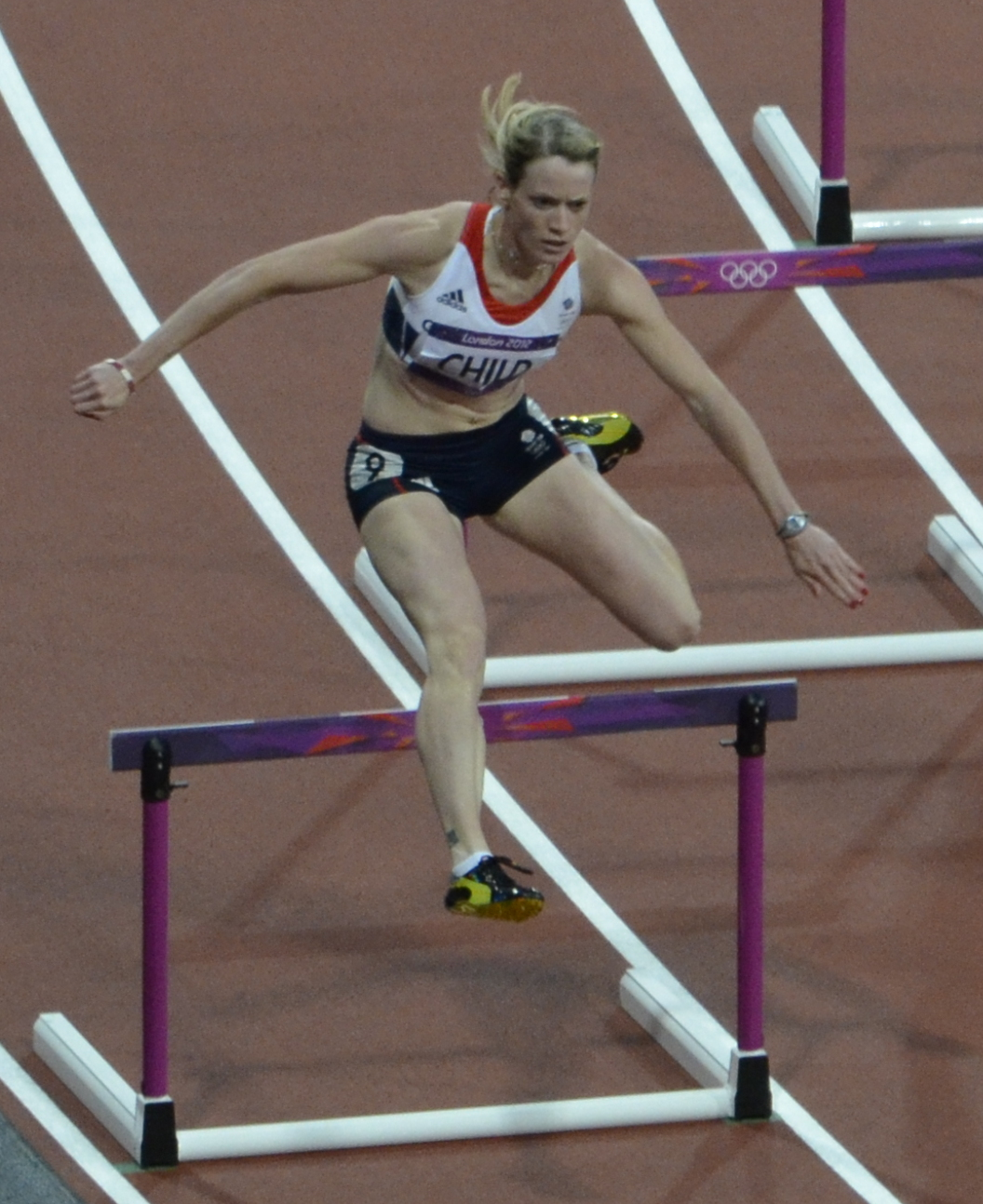
Eilidh Child belegte Rang vier
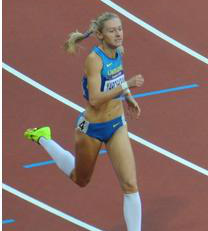
Hanna Jaroschtschuk, EM-Dritte von 2012, kam auf den fünften Platz
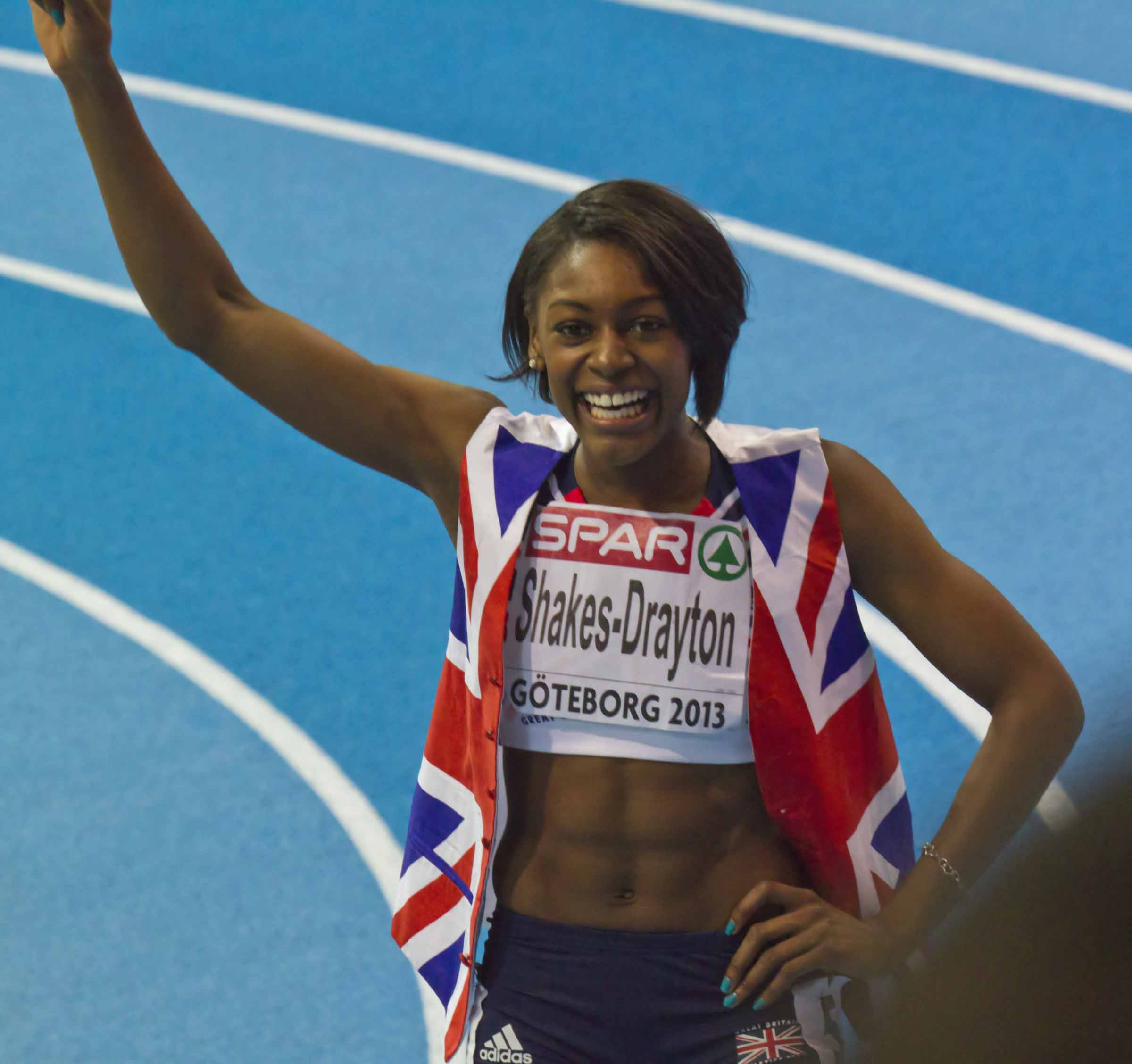
Die EM-Dritte von 2010 Perri Shakes-Drayton erreichte Platz sechs
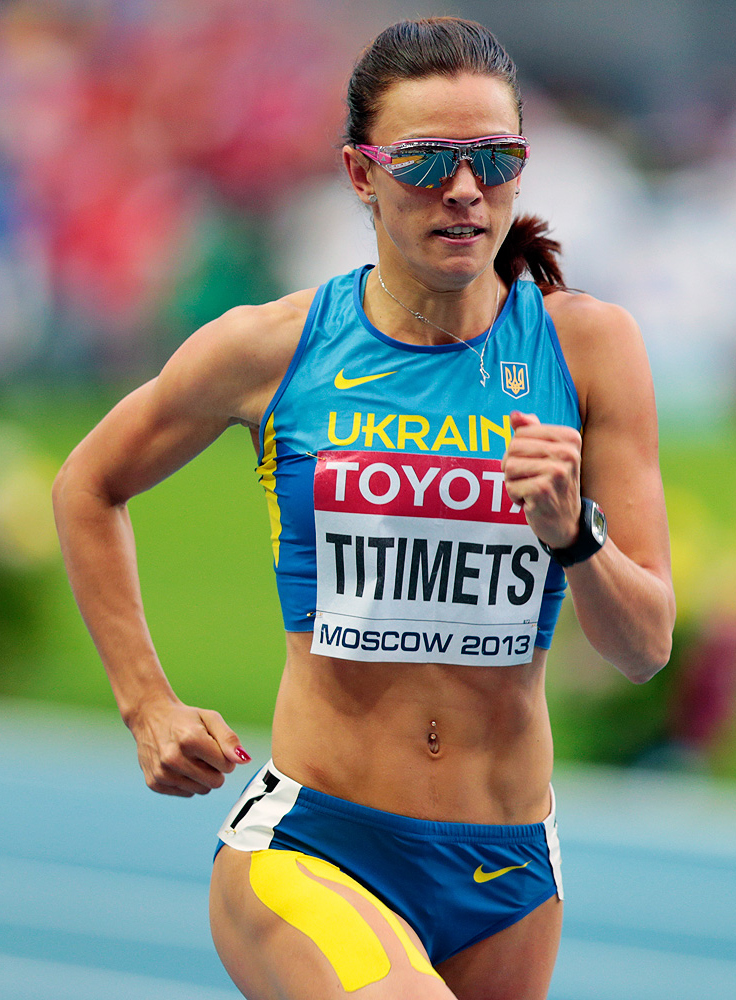
Hanna Titimez wurde wegen Vergehens gegen die Antidopingbestimmungen disqualifiziert

## Video
- Moscow 2013 400M Hurdles Women Final Zuzana Hejnova 52.83 WL, youtube.com, abgerufen am 3. Februar 2021